# 马蒂厄·安德罗迪亚
马蒂厄·安德罗迪亚（法語：Matthieu Androdias，1990年6月11日—），法国男子赛艇运动员。他曾代表法国参加2012年、2016年和2020年夏季奥林匹克运动会赛艇比赛，其中在2020年奥运会男子赛艇双人双桨项目上获得一枚金牌。